# Gramática del papel y la referencia
La Gramática del Papel y la Referencia o RRG (siglas del inglés Role and Reference Grammar) es una teoría lingüística de orientación funcionalista. Su principal exponente y cofundador del modelo es Robert Van Valin, autor de los libros Exploring the syntax-semantics interface (2005) y Syntax. Structure, meaning and function (1997, en coautoría con Randy LaPolla).
Es una teoría que no se basa en el inglés, sino en lenguas que no pertenecen a la familia indoeuropea como tagalog, lakhota o toba batak.[cita requerida] No se centra como otras teorías únicamente en la sintaxis, sino que la semántica y la sintaxis están unidas por medio de un algoritmo.
Postula que las categorías Núcleo, Clause y Sentence constituyen una estructura estratificada de la cláusula en todas las lenguas del mundo. No hay movimientos de constituyentes como en la teoría generativa ni hay categorías cero. Van Valin (2005) argumenta que las categorías como sujeto no son universales y utiliza el término PSA: argumento sintáctico privilegiado.
En cuanto a la estructura de la información retoma el modelo de Lambrecht (1994) pero agrega el concepto de PFD (Potential Focus Domain) y AFD (Actual Focus Domain). Van Valin resalta la interacción entre la estructura de la información y la sintaxis y reconoce cuatro tipos de lenguas: con sintaxis y estructura de la información rígida (francés), con sintaxis rígida y estructura de la información flexible (inglés), con sintaxis flexible y estructura de la información rígida (italiano) y con sintaxis y estructura de la información flexible (portugués y ruso).  